# 이상민 (1998년)
이상민(한국 한자: 李相珉, 1998년 1월 1일 ~ )은 대한민국의 축구 선수이다. 포지션은 수비수이다. 현 K리그2 김천 상무 소속이다.

## 클럽 경력
2018 시즌을 앞두고 K리그1의 울산 현대에 입단했다.
2018 시즌에 한 경기도 출장하지 못했던 그는 2019 시즌을 앞두고 같은 팀의 이종호와 함께 J2리그의 V-파렌 나가사키로 임대되었다. 4월 27일 가고시마 유나이티드와의 J2리그경기에 선발 출장하면서 프로 데뷔전을 가졌다.
2020 시즌을 앞두고 서울 이랜드 FC로 임대 이적하였다.
2021 시즌을 앞두고 서울 이랜드 FC로 완전이적했다.
2022 시즌을 앞두고 FC 서울로 완전이적을 했다.

## 국가대표팀 경력
2015년 FIFA U-17 월드컵 최종 명단에 포함되었으며, 이 대회에서 대표팀의 주장을 맡았다.
대한민국에서 열리는 2017년 FIFA U-20 월드컵 최종 명단에 포함되었으며 U-17 월드컵때와 마찬가지로 이 대회에서도 대표팀의 주장을 맡았다.
2020년에는 AFC U-23 챔피언십 국가대표로 발탁되었으며 팀의 주장을 맡아 대한민국을 대회 첫 우승을 이끌어냈다.
2021년에 개최된 도쿄 올림픽에 U-23 국가대표팀 일원으로 참가하여 조별리그 첫 경기인 뉴질랜드전에 출전하였다.
2022년 7월 EAFF E-1 풋볼 챔피언십에 출전하는 대한민국 축구 국가대표팀에 소집되어 최초로 성인 대표팀에 발탁되었으나 코로나 감염으로 취소되었다. 11월 2022년 FIFA 월드컵을 위한 국내파 소집 명단에 들어가 다시 대한민국 축구 국가대표팀에 선발되었다.

## 수상 내역

### 팀
- AFC U-23 아시안컵 우승: 2020
- AFC U-16 아시안컵 준우승: 2014

### 개인
- 대한축구협회 베스트 영플레이어상: 2015
- 심폐소생술 우수사례 보건복지부장관상: 2017[6]
- AFC U-23 베스트XI: 2020